# Chelidonium coeruleum
Chelidonium coeruleum là một loài bọ cánh cứng trong họ Cerambycidae.